# Bretons dans la forêt d'Huelgoat
Bretons dans la forêt d'Huelgoat est un tableau réalisé par le peintre français Paul Sérusier en 1893. De format horizontal, cette huile sur toile est un portrait de famille qui représente une mère et ses quatre enfants en costume breton dans la forêt à Huelgoat, dans le Finistère. L'œuvre est conservée depuis 1998 au musée d'Art d'Indianapolis, à Indianapolis, dans l'Indiana, aux États-Unis.

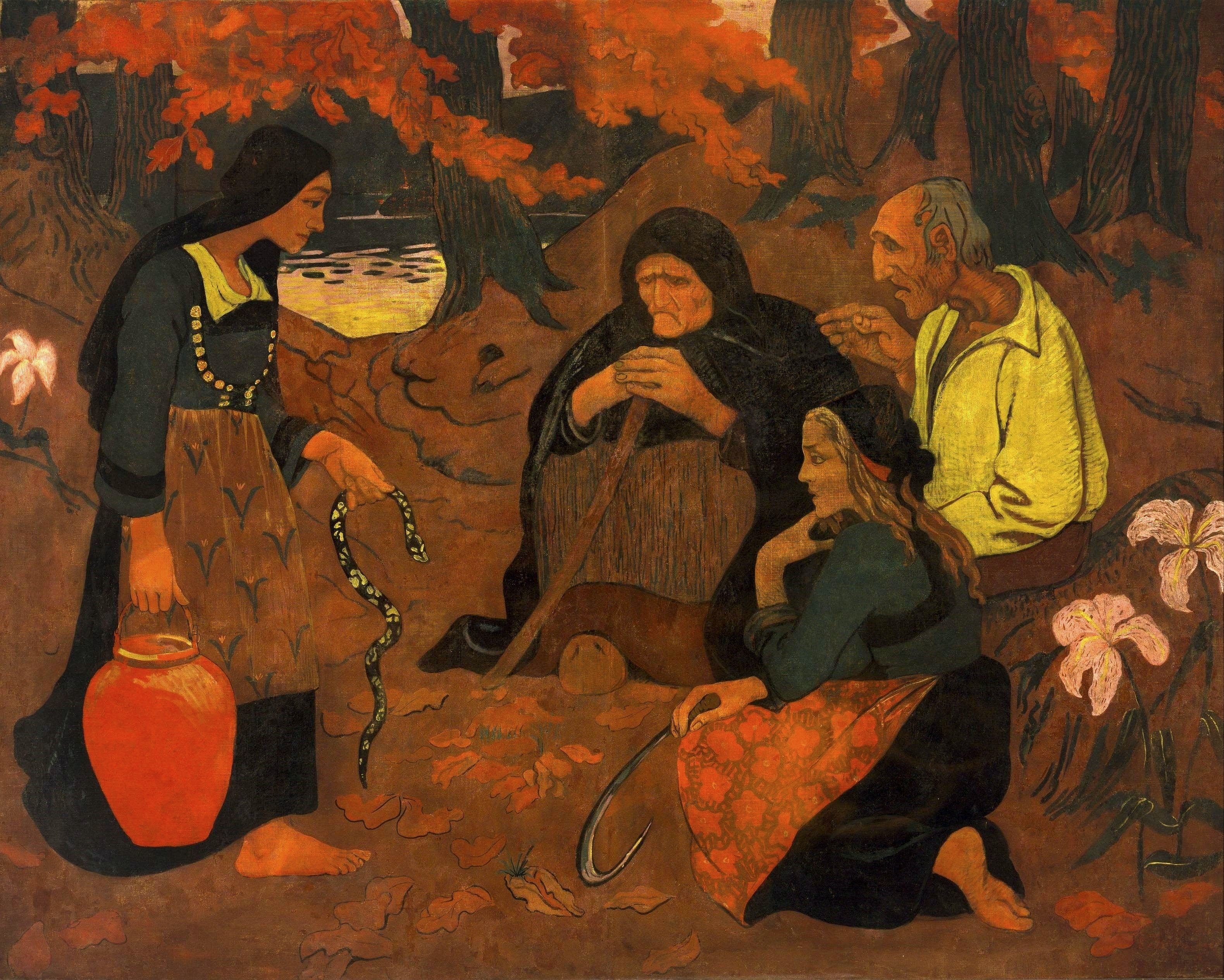
Les Mangeurs de serpents, 1894 – Musée national de Varsovie, Varsovie.